# Parc natural de la vall de Sorteny
El Parc Natural de la Vall de Sorteny és la major àrea natural protegida d'Andorra. Ocupa en total una superfície de 1.080 hectàrees.

## Història

Mapa dels espais naturals protegits d'Andorra

El Parc Natural de la Vall de Sorteny ofereix un interès molt especial atenent a l'activitat científica, històrica, educativa, artístiques i recreatives que s'hi està duent a terme.
Els seus paisatges, la seva fauna i flora tan singulars per la terra andorrana i el seu ric patrimoni històric van donar lloc el 23 de juny de 1999 a la creació del Parc Natural de la Vall de Sorteny. El propòsit principal era protegir la singularitat i la integritat dels valors naturals del lloc, i mantenir l'estructura funcional dels ecosistemes, per tal de promoure la investigació científica i l'educació ambiental.

## Patrimoni
El paisatge natural és una reserva botànica de valor, amb més de 750 espècies de plantes prou representatives de la flora dels Pirineus, de les quals 60 tenen un cert grau d'endemicitat També hi ha un petit Jardí Botànic, on hi creixen una gran varietat de plantes per a usos medicinals.
De la mà del Centre d'Interpretació de la Natura o en companyia de guies especialitzats en flora, es pot descobrir l'ús tradicional de plantes d'alta muntanya, la vida tradicional a l'alta vall d'Ordino, la interpretació del paisatge, la influència dels éssers humans en la natura, entre molts altres aspectes.
Al costat del jardí botànic es pot observar l'escultura de l'Estripagecs, un conjunt escultòric format per cinc tòtems de grans dimensions i creat per l'artista andorrà Pere Moles, que pren la forma de cinc estripagecs (barrots metàl·lics amb punxes laterals irregulars que es col·loquen a les finestres per evitar que hi entri algú; el nom ve de la seva funció: estripar els «gecs» dels lladres). Formen part del patrimoni cultural i arquitectònic d’Andorra i són rèpliques exactes dels estripagecs de la parròquia d’Ordino.

## Accés
S'arriba a aquest parc a través d'un desviament a la carretera que uneix Ordino a Arcalís dins la Vall d'Ordino.